# Střítež, Žďár nad Sázavou
Střítež là một làng thuộc huyện Žďár nad Sázavou, vùng Vysočina, Cộng hòa Séc.